# DSC Wanne-Eickel
DSC Wanne-Eickel is een Duitse sportclub uit Wanne-Eickel, een stadsdeel van Herne, Noordrijn-Westfalen. De club is actief in voetbal, judo, handbal, kegelen en watersport.

## Geschiedenis
De club werd opgericht in 1969 en was de opvolger van TB Eickel 1954. De voetbalafdeling werd pas in 1971 opgericht. De club promoveerde in 1978 naar de 2. Bundesliga en werd daar dertiende en elfde. Ondanks dat de club ver boven de degradatiezone eindigde werd besloten om vrijwillig te degraderen omdat er weinig toeschouwers kwamen en de club hierdoor in financiële problemen belandde. Tot begin jaren negentig speelden ze in de derde klasse tot ze degradeerden naar de Verbandsliga. In 2000 werd de voetbalafdeling zelfstandig. De club speelt nog steeds in de Westfalenliga dat inmiddels de zesde klasse is.

## Eindklasseringen vanaf 1972
| Seizoen | Competitie                     | Niveau | Eindstand | DFB Pokal | Opmerking |
| ------- | ------------------------------ | ------ | --------- | --------- | --- |
| 1971/72 | Verbandsliga Westfalen Südwest | III    | 9         | --        | |
| 1972/73 | Verbandsliga Westfalen Südwest | III    | 13        | --        | play-off om 13e plaats > VfL Schwerte: 1-0 |
| 1973/74 | Verbandsliga Westfalen Südwest | III    | 6         | --        | |
| 1974/75 | Verbandsliga Westfalen Südwest | III    | 2         | --        | |
| 1975/76 | Verbandsliga Westfalen Südwest | III    | 5         | --        | |
| 1976/77 | Verbandsliga Westfalen Südwest | III    | 2         | --        | winnaar play-offs om 2e plaats; play-off voor kwalif. Duits Amateur Kampioenschap (DAK) > TuS Ahlen: 2-2/5-0; voorronde DAK > Hassia Bingen: 1-0/0-2 n.v. |
| 1977/78 | Verbandsliga Westfalen Südwest | III    | 1         | 3e ronde  | < Werder Bremen: 0-2; kampioenschap Westfalen > 1. FC Paderborn: 2-0/1-2; 2e in promotieserie met SC Viktoria Köln, VfL Wolfsburg en I. SC Göttingen 05   |
| 1978/79 | 2. Bundesliga-Nord             | II     | 13        |           | |
| 1979/80 | 2. Bundesliga-Nord             | II     | 11        | --        | vrijwillige degradatie i.v.m. financiële problemen |
| 1980/81 | Oberliga Westfalen             | III    | 5         | --        | |
| 1981/82 | Oberliga Westfalen             | III    | 11        | --        | |
| 1982/83 | Oberliga Westfalen             | III    | 9         | --        | |
| 1983/84 | Oberliga Westfalen             | III    | 8         | --        | |
| 1984/85 | Oberliga Westfalen             | III    | 2         | --        | Finale Duits Amateur Kampioenschap > Werder Bremen-amateurs: 3-0                                                                                          |
| 1985/86 | Oberliga Westfalen             | III    | 4         | --        | winnaar Westfalenpokal > FC Gütersloh: 2-1 |
| 1986/87 | Oberliga Westfalen             | III    | 4         | --        | |
| 1987/88 | Oberliga Westfalen             | III    | 11        | --        | |
| 1988/89 | Oberliga Westfalen             | III    | 14        | --        | |
| 1989/90 | Oberliga Westfalen             | III    | 4         | --        | finalist Westfalenpokal > ASC Schöppingen: 0-5 |
| 1990/91 | Oberliga Westfalen             | III    | 13        | --        | |
| 1991/92 | Oberliga Westfalen             | III    | 9         | --        | |
| 1992/93 | Oberliga Westfalen             | III    | 16        | --        | |
| 1993/94 | Verbandsliga Westfalen Südwest | IV     | 5         | --        | invoering Regionalliga |
| 1994/95 | Verbandsliga Westfalen Südwest | V      | 11        | --        | |
| 1995/96 | Verbandsliga Westfalen Südwest | V      | 2         | --        | Groot onderzoek van belastingdienst naar zwarte kassen bij de club                                                                                        |
| 1996/97 | Verbandsliga Westfalen Südwest | V      | 3         | --        | |
| 1997/98 | Verbandsliga Westfalen Südwest | V      | 7         | --        | |
| 1998/99 | Verbandsliga Westfalen Südwest | V      | 3         | --        | |
| 1999/00 | Verbandsliga Westfalen Südwest | V      | 9         | --        | |
| 2000/01 | Verbandsliga Westfalen Südwest | V      | 6         | --        | |
| 2001/02 | Verbandsliga Westfalen Südwest | V      | 7         | --        | |
| 2002/03 | Verbandsliga Westfalen Südwest | V      | 15        | --        | |
| 2003/04 | Landesliga Westfalen-3         | VI     | 9         | --        | |
| 2004/05 | Landesliga Westfalen-3         | VI     | 1         | --        | |
| 2005/06 | Verbandsliga Westfalen-2       | V      | 1         | --        | Geen promotie omdat licentiepapieren niet tijdig waren ingeleverd                                                                                         |
| 2006/07 | Verbandsliga Westfalen-2       | V      | 4         | --        | |
| 2007/08 | Verbandsliga Westfalen-2       | V      | 2         | --        | |
| 2008/09 | Westfalenliga-2                | VI     | 2         | --        | invoering 3. Liga |
| 2009/10 | Westfalenliga-2                | VI     | 6         | --        | |
| 2010/11 | Westfalenliga-2                | VI     | 7         | --        | |
| 2011/12 | Westfalenliga-2                | VI     | 8         | --        | |
| 2012/13 | Westfalenliga-2                | VI     | 9         | --        | |
| 2013/14 | Westfalenliga-2                | VI     | 11        | --        | |
| 2014/15 | Westfalenliga-2                | VI     | 4         | --        | |
| 2015/16 | Westfalenliga-2                | VI     | 9         | --        | |
| 2016/17 | Westfalenliga-2                | VI     | 10        | --        | |
| 2017/18 | Westfalenliga-2                | VI     | 4         | --        | promotie play-off > SV Schermbeck: 2-3 n.v. |
| 2018/19 | Westfalenliga-2                | VI     | 4         | --        | |
| 2019/20 | Westfalenliga-2                | VI     | 2         | --        | competitie afgebroken i.v.m. coronapandemie |
| 2020/21 | Westfalenliga-2                | VI     | --        | --        | competitie afgebroken i.v.m. coronapandemie, geen eindstand                                                                                               |
| 2021/22 | Westfalenliga-2                | VI     | 5         | --        | |
| 2022/23 | Westfalenliga-2                | VI     | 13        | --        | |
| 2023/24 | Westfalenliga-2                | VI     | 13        | --        | Ligatopscorer:Xhino Kadiu (21) |
| 2024/25 | Westfalenliga-2                | VI     | 13        | --        | |
| 2025/26 | Westfalenliga-2                | VI     | .         | --        | |